# هجوم السخنة 2023
هجوم السخنة 2023 هو هجوم إرهابي وقع في 17 فبراير (شباط) 2023 عندما هاجمت مجموعة من مسلحي تنظيم الدولة الإسلامية (داعش) مجموعة كبيرة من مزارعي الكمأة ومرافقيهم من الجيش السوري في الصحراء الواقعة في جنوب غرب بلدة السخنة التابعة لمحافظة حمص في سوريا كجزء من الحرب الأهلية السورية. تسبب الهجوم في قتل ما لا يقل عن 61 مدنيًا وسبعة عسكريين سوريين. ويُعتبر واحدًا من أكثر هجمات تنظيم الدولة الإسلامية في سوريا دموية منذ هجمات السويداء التي وقعت في عام 2018.

## الخلفية التاريخية
تُعتبر بلدة السخنة هي أكبر معاقل تنظيم الدولة الإسلامية (داعش) في مدينة حمص، وقد تعرض المدنيين في سوريا خلال السنوات الأخيرة للعديد من الهجمات أثناء صيد الكمأة في المناطق الوسطى والشمالية الشرقية والشرقية من سوريا، حيث كانت ميليشيات تنظيم الدولة الإسلامية في سوريا تستخدم مخابئها الصحراوية لنصب الأفخاخ للقوات التي يقودها الأكراد والقوات المسلحة السورية، فضلاً عن مواصلة شن هجماتها في العراق المجاور بعدما خسر التنظيم الكثير من الأراضي التي كان قد استولى عليها في أعقاب الحملة العسكرية التي دعمتها قوات التحالف الدولي، والتي قادتها الولايات المتحدة الأمريكية في مارس/آذار 2019، وتسببت في قتل أحد قيادات التنظيم خلال غارة جوية بطائرة هليكوبتر في شمال شرقي سوريا. وقد أدى هجوم مماثل على الباحثين عن الطعام في نفس المنطقة في 11 فبراير 2023 إلى مقتل 16 شخصًا، معظمهم من المدنيين، مع اختطاف عشرات المدنيين، والذين أطلق سراح 25 منهم في وقت لاحق.

## ضحايا الهجوم
خلف هجوم ميليشيات تنظيم الدولة الإسلامية على بلدة السخنة في ريف حمص في عام 2023 عشرات الضحايا من المدنيين والعسكريين علىى السواء، وقد بلغ عددهم 68 قتيلًا كان من بينهم 61 مدنيًّا و7 عسكريين.